# Tricentrogyna rubripictata
Tricentrogyna rubripictata är en fjärilsart som beskrevs av George Francis Hampson 1895. Tricentrogyna rubripictata ingår i släktet Tricentrogyna och familjen mätare. Inga underarter finns listade i Catalogue of Life.